# Herb gminy Paradyż
Herb gminy Paradyż – jeden z symboli gminy Paradyż, ustanowiony 31 maja 2023.

## Historia
Władze gminy rozpoczęły starania o ustanowienie swoich symboli samorządowych w 2012. Po wielu staraniach, w kwietniu 2023, projekt autorstwa Aleksandra Bąka został zatwierdzony przez Komisję Heraldyczną. Nowy herb, wraz z flagą i pieczęcią gminną ustanowiono 31 maja 2023, podczas LIII Sesji Rady Gminy Paradyż.

## Wygląd i symbolika
Herb przedstawia na tarczy w polu czerwonym trzy złote kopie rycerskie skrzyżowane w gwiazdę (godło Skórkowskich herbu Jelita, właścicieli dóbr na terenie gminy), a ponad nimi srebrną koronę cierniową, nawiązującego do Sanktuarium Chrystusa Cierniem Koronowanego i Krwi Zbawiciela przy paradyskim kościele. 